# لویی لاشنال

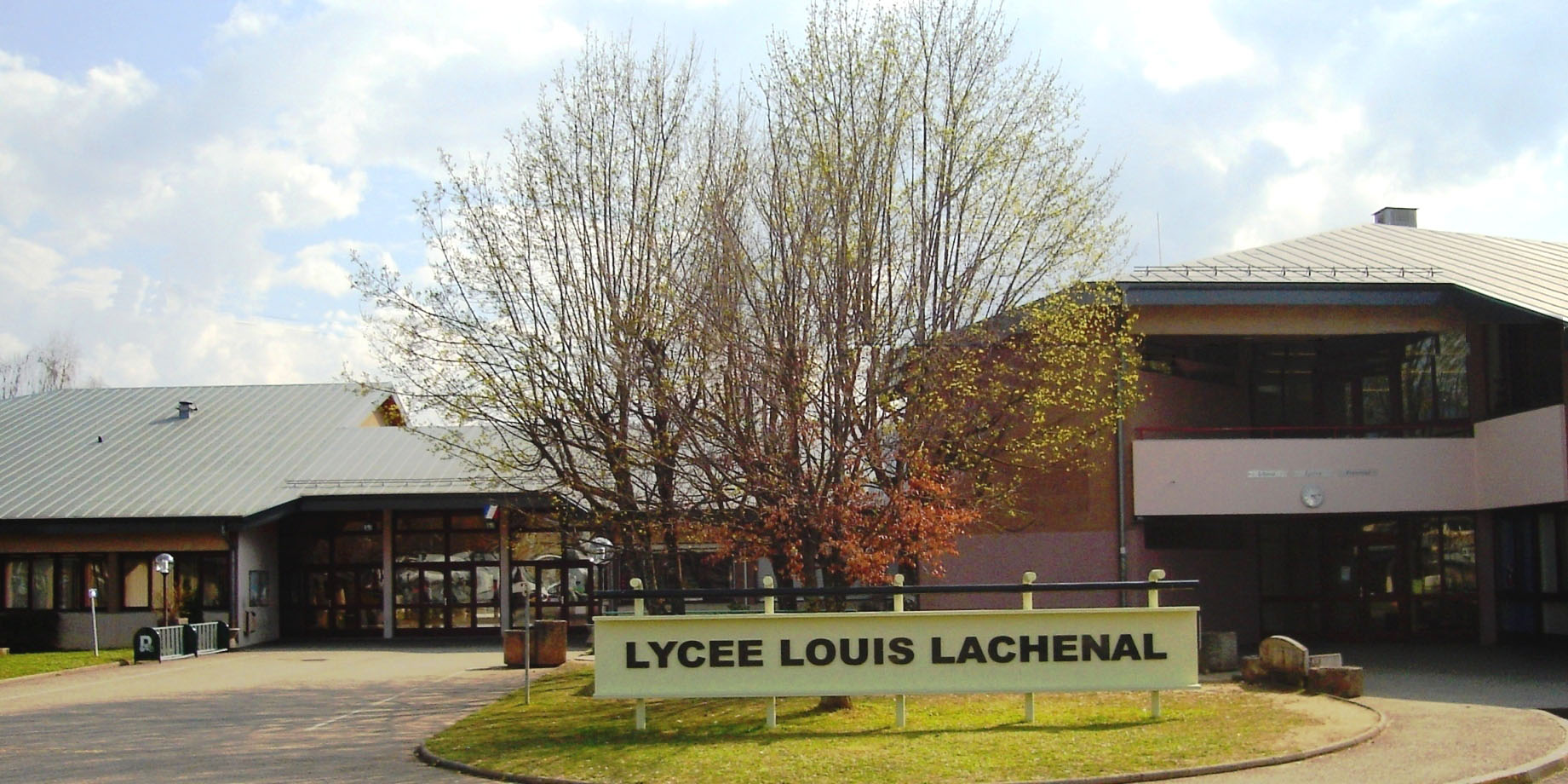
یادبودی از لویی لاشنال - ۲۰۰۹

لویی لاشنال (انگلیسی: Louis Lachenal؛ ۱۷ ژوئیه ۱۹۲۱ – ۲۵ نوامبر ۱۹۵۵) یک کوهنورد و راهنمای کوه اهل فرانسه بود. او که در آنسی، اوت سووآ متولد شده بود، یکی از دو کوهنوردی است که برای نخستین بار از یک قله بالای ۸۰۰۰ متر صعود کردند. او در ۳ ژوئن ۱۹۵۰ با همراهی موریس هرزوگ قله آناپورنا (۸۰۹۱ متر) را در نپال فتح کرد. او پیش‌تر در ۱۹۴۷ به همراه لیونل ترای، دومین صعود از مسیر شمالی ایگر را با موفقیت انجام داد. او در ۱۹۵۵ و هنگام اسکی در شامونی، سقوط کرد و درگذشت. قله پونت لاشنال واقع در توده‌کوه مون‌بلان نام او را بر خود دارد.
وی همچنین برندهٔ جایزهٔ لژیون دونور شده است.